# Басан и Бенавидес, Альваро де
Альваро де Базан-и-Бенавидес (исп. Álvaro de Bazán y Benavides; 12 сентября 1571, Неаполь — 17 августа 1646, Мадрид) — известный испанский военачальник и дворянин, 2-й маркиз де Санта-Крус, 1-й маркиз дель Висо и гранд Испании.

## Происхождение
Родился 12 сентября 1571 года в Неаполе. Сын Альваро де Базан-и-Гузмана, 1-го маркиза Санта-Крус-де-Мудела, внук Альваро де Базана Старшего. Его матерью была Мария Мануэла Бенавидес де ла Куэва, дочь Франсиско де Бенавидеса и Изабель де ла Куэва, из рода графов Сантистебан.

## Титулы и должности
Альваро де Базан-и-Бенавидес имел следующие дворянские титулы и должности:
- 2-й маркиз де Санта-Крус-де-Мудела
- 1-й маркиз дель Висо, титул, учрежденный королем Испании Филиппом III королевской грамотой от 27 февраля 1611 года.
- Гранд Испании
- 2-й сеньор Вилья-де-Вальдепеньяс
- Патрон святилища Снежной Богоматери в Альмагро.
- Командор Альгамбры и Ла-Соланы, тринадцатый кавалер ордена Сантьяго
- Администратор энкомьнды Пенья-де-Мартос в Ордене Калатравы.
- Генерал-капитан галер Португалии, Неаполя и Испании
- Генерал-лейтенант моря
- Губернатор Великого герцогства Миланского
- Генерал-полевой магистр во Фландрии, на службе у эрцгерцогини Изабеллы Клары Евгении, сестры Филиппа III.
- Магистр государственного и военного советов короля Испании Филиппа IV
- Старший майордом королевы Изабеллы де Бурбон, супруги Филиппа IV.

## Карьера
В 1596 году Альваро де Басан участвовал в защите порта Кадис от английского флота. В 1603 году он был назначен генерал-капитаном неаполитанского галерного флота. В 1604 году он действовал на побережье Греции, при нападении на острова Закинф и Патмос. В 1605 году Альваро де Басан взял и разграбил город Эстарчо на архипелаге и город Дураццо на побережье Албании. В 1609 году он участвовал перевозе мавров, изгнанных из Сипании. В мае 1612 года, командуя неаполитанскими галерами, в союзе с командующими сицилийским галерным флотом разгромил несколько тунисских галер возле Ла-Гулет. В 1622 году он предпринял экспедицию в Северную Африку. В 1625 году Альваро де Басан спас Геную, осажденную франко-савойской армией. В 1629 году он командовал галерным флотом в Средиземном море. С 1630 по 1631 год он занимал должность губернатора и генерал-капитана Великого герцогства Миланского после смерти Амбросио Спинолы. В 1635 году он предпринял неудачную попытку захватить Йерские острова и смог оккупировать только два острова.

## Брак и потомство
В 1590 году в Альмагро Альваро де Басан-и-Бенавидес женился на Гиомар Манрике де Лара (? — 14 января 1652), от брака с которой у него было трое детей:
- Альваро Базан-и-Манрике де Лара (? — 21 октября 1660), 3-й маркиз Санта-Крус-де-Мудела и 2-й маркиз дель Висо. В октябре 1627 года женился на Марии Франческе Дориа-и-Спинола, внучке адмирала генуэзского флота Хуана Андреа Дориа.
- Мария Евгения Базан-и-Бенавидес (? — 11 сентября 1677), 5-я маркиза Санта-Крус-де-Мудела и 4-й маркиза дель Висо, с 1620 года замужем за Херонимо Пиментелем (? — 1631), вице-королем Сардинии (1626—1631).
- Ана де Базан-и-Бенавидес, дама королевы Изабеллы де Бурбон. В 1631 году она вышла замуж за Фернандо Кесада Мендоса, 1-го графа Гарсиеса (? — 1655). У них было семеро детей.